# 닛코 후타라산 신사

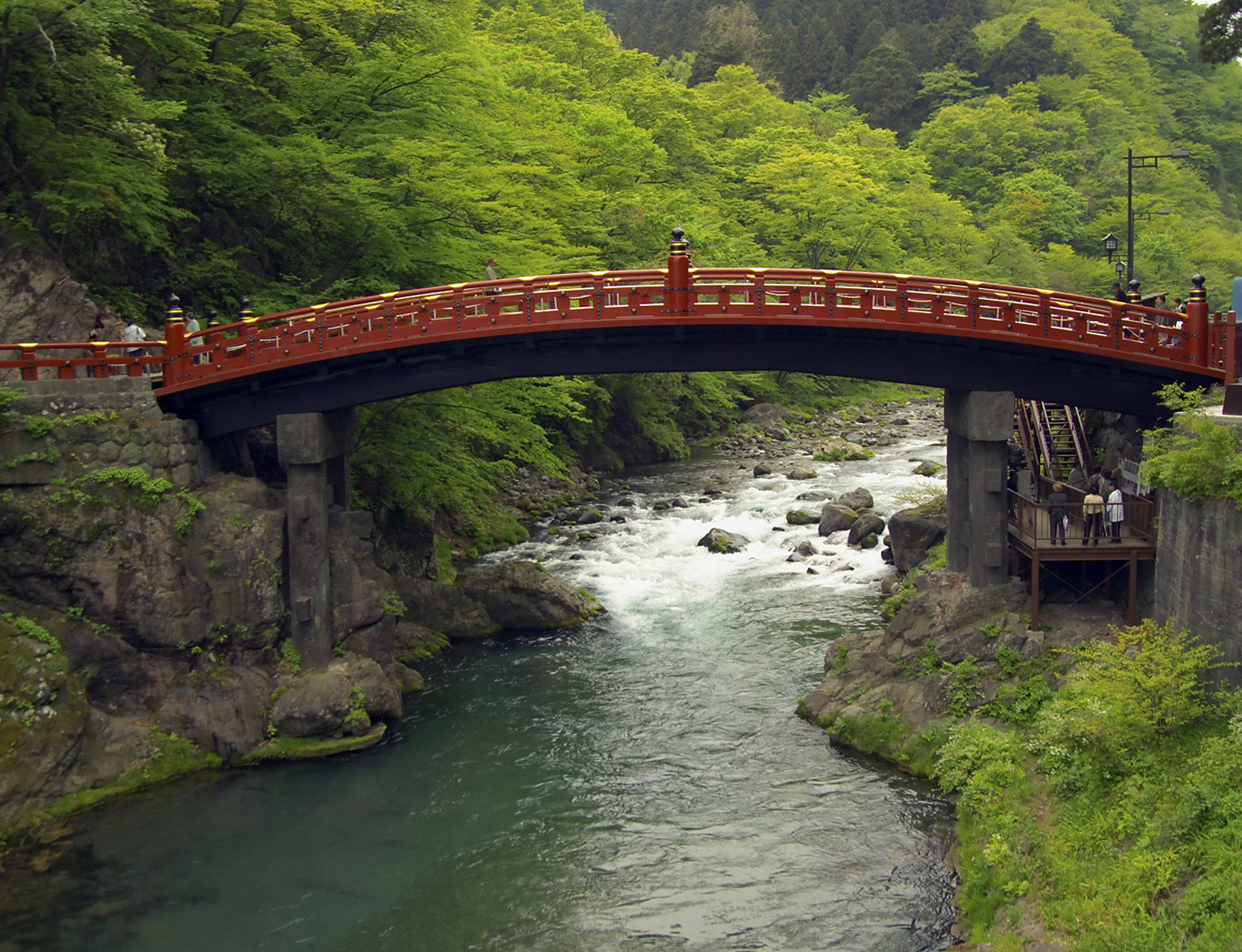
신교

닛코 후타라산 신사(日光二荒山神社)는 일본 도치기현 닛코시에 있는 신사이다. 정식 명칭은 후타라산 신사(二荒山神社)로 우쓰노미야시의 후타라산 신사와 구별하기 위해 닛코라는 이름을 붙인다. 신사는 오쿠니누시, 다고리히메, 아지스키타카히코네의 세 명의 신을 모신다. 767년에 쇼도 스님(勝道上人)에 의해 세워졌다. 신사의 이름은 난타이 산(男体山)의 다른 이름인 후타라 산(二荒山)에서 유래하였다.
후타라산 신사는 닛코 동조궁과 린노지 사이에 위치한다. 많은 방문자들이 이 세 곳을 모두 찾는다.
닛코 동조궁, 린노지와 함께 닛코의 신사와 사원으로서 유네스코 세계유산으로 지정되어있다. 신사는 일본의 국보인 두 개의 검을 소유하고 있다. 그 밖에 많은 시설과 공예품들이 중요 문화재로 지정되어있다.
신교(神橋)는 후타라산 신사에 있는 다이야 강을 건너는 다리이다.

## 같이 보기
- 이치노미야